# Tracy Reiner
Tracy Reiner (* 7. Juli 1964 in Albuquerque, New Mexico als Tracy Henry) ist eine US-amerikanische Schauspielerin.

## Leben
Tracy Reiner, die mit bürgerlichem Namen Tracy Henry heißt, ist die Tochter der Regisseurin Penny Marshall und ihres ersten Ehemannes Michael Henry. Tracy Reiner nahm den Namen ihres Stiefvaters Rob Reiner als Künstlernamen an. Bis zum Jahr 2004 wirkte sie in neun Filmen ihres Onkels Garry Marshall, vier ihrer Mutter Penny Marshall und zwei ihres Stiefvaters Rob Reiner mit. Einige ihrer Cousinen sind ebenfalls im Filmgeschäft tätig.
Sie ist mit Matthew Theodore Conlan verheiratet und hat fünf Kinder.

## Filmografie (Auswahl)
- 1984: Flamingo Kid (The Flamingo Kid)
- 1985: Der Volltreffer (The Sure Thing)
- 1986: Jumpin’ Jack Flash
- 1986: Nothing in Common – Sie haben nichts gemeinsam (Nothing in Common)
- 1988: Stirb langsam (Die Hard)
- 1988: Freundinnen (Beaches)
- 1989: Die Maske des Roten Todes (Masque of the Red Death)
- 1989: Harry und Sally (When Harry Met Sally)
- 1989: Neujahr in New York (New Year’s Day)
- 1990: Pretty Woman
- 1991: Frankie & Johnny (Frankie and Johnny)
- 1992: Eine Klasse für sich (A League of Their Own)
- 1995: Apollo 13
- 1996: That Thing You Do!
- 1998: Coole Typen – Freunde wie diese (With Friends Like These ...)
- 1999: Ganz normal verliebt (The Other Sister)
- 1999: Ungeküsst (Never Been Kissed)
- 2001: Plötzlich Prinzessin (The Princess Diaries)
- 2001: Unterwegs mit Jungs (Riding in Cars with Boys)
- 2004: Liebe auf Umwegen (Raising Helen)
- 2004: Plötzlich Prinzessin 2 (The Princess Diaries 2: Royal Engagement)
- 2006: State’s Evidence
- 2010: Valentinstag (Valentine's Day)
- 2015: Chloe rettet die Welt (Chloe & Theo)